# Гаркуша Григорій Трохимович
Григо́рій Трохи́мович Гарку́́ша (нар. 10 вересня 1922, Васильківка — пом. 31 січня 1993, Київ) — український графік; член Спілки художників України з 1956 року.

## Біографія
Народився 10 вересня 1922 року в селі Васильківці (тепер селище міського типу Дніпропетровської області, Україна). Брав участь в німецько-радянській війні. Нагороджений орденом Вітчизняної війни ІІ ступеня (6 квітня 1985). 1951 року закінчив Київський художній інститут, а 1955 року — аспірантуру при ньому (викладачі Василь Касіян, Іларіон Плещинський).
Жив у Києві, в будинку на вулиці Володарського № 32, квартира 20. Помер в Києві 31 січня 1993 року.

## Творчість
Працював в галузі станкової і книжкової графіки, плаката. Серед робіт:
- «Портрет В. І. Леніна» (1953, кольорова ліногравюра);
- серія «Колгоспне село» (1957, акварель, вугілля);

ілюстрації та оформлення до книг
- «Веселка над Поліссям» Олександра Підсухи (1957);
- «Корабели» Олександра Сизоненка (1960);
- «Канни» Володимира Конвісара (1961);
- «Край битого шляху» Романа Іваничука (1962).

Брав участь у всеукраїнських виставках з 1949 року, всесоюзних з 1955 року, зарубіжних з 1951 року.